# Familiar (canción)
«Familiar» es una canción del cantante británico Liam Payne y el artista colombiano J Balvin. Fue escrito y producido por Mike Sabath, con escritos adicionales de LunchMoney Lewis, Balvin y Sean Douglas. La canción se estrenó el 20 de abril de 2018 como el cuarto sencillo del álbum debut de estudio de Payne LP1.

## Antecedentes y lanzamiento
El 25 de febrero de 2018, los artistas anunciaron la canción en las redes sociales mientras filmaban el video musical en Miami. Payne reveló la portada de la canción y la fecha de lanzamiento el 16 de abril. También comentó un video con algunas de las letras, escribiendo: «[Balvin,] vas a tener que enseñarle español a algunos de mis fanáticos». Él reveló un fragmento de la canción el 19 de abril, que presenta a J Balvin improvisando.

## Composición
«Familiar» es una canción pop latina y R&B. Según Billboard, la canción «combina vibraciones latinas con un sonido veraniego y R&B».  La letra trata de impresionar un interés amoroso en un club nocturno.

## Recepción crítica
Mike Nied de Idolator opinó que la canción podría convertirse fácilmente en la «mejor canción de Payne», y escribió que «el éxito cruzado con tintes latinos seguramente asaltará las listas de todo el mundo y puede convertirse en su lanzamiento más exitoso hasta la fecha». También notó la voz de Payne de ser «aterciopelado y tentadora», antes de alabar la «producción internacionalmente atractiva» de la canción. Shanté Honeycutt de Billboard dijo, «al escuchar por primera vez, [la canción] induce flashbacks a Señorita de Justin Timberlake [...] al igual que el video», aunque también consideró que Payne y Balvin «hicieron un éxito y un excelente intento de recrear Despacito».

## Posicionamiento en listas
| Listas (2018)                             | Mejor posición |
| ----------------------------------------- | -------------- |
| Argentina Anglo (Monitor Latino)          | 3              |
| Alemania (Media Control Charts)           | 50             |
| Australia (ARIA)                          | 95             |
| Austria (Ö3 Austria Top 40)               | 65             |
| Bélgica (Ultratop) Flanders               | 23             |
| Bélgica (Ultratop 50) Wallonia            | 10             |
| Canadá (Canadian Hot 100)                 | 61             |
| Colombia (National-Report)                | 33             |
| Croacia (HRT)                             | 15             |
| Ecuador (National-Report)                 | 83             |
| Escocia (Official Charts Company)         | 9              |
| Eslovaquia (Radio Top 100)                | 73             |
| Eslovaquia (Singles Digitál Top 100)      | 19             |
| Eslovenia SloTop50                        | 36             |
| España (PROMUSICAE)                       | 65             |
| Estados Unidos (Bubbling Under Hot 100)   | 19             |
| Estados Unidos (Mainstream Top 40)        | 25             |
| Francia (SNEP)                            | 103            |
| Hungría (Single Top 40)                   | 20             |
| Hungría (Stream Top 40)                   | 21             |
| Irlanda (IRMA)                            | 22             |
| Líbano (Lebanese Top 20)                  | 8              |
| México Airplay (Billboard)                | 10             |
| Nueva Zelanda Heatseekers (RMNZ)          | 9              |
| Países Bajos (Dutch Top 40)               | 35             |
| Polonia (Polish Airplay Top 100)          | 13             |
| Portugal (AFP)                            | 52             |
| Reino Unido (UK Singles Chart)            | 14             |
| República Checa (Rádio Top 100)           | 59             |
| República Checa (Singles Digitál Top 100) | 39             |
| Rumania (Airplay 100)                     | 29             |
| Suecia (Sverigetopplistan)                | 46             |
| Suiza (Schweizer Hitparade)               | 52             |
| Venezuela (Record Report)                 | 54             |

## Certificaciones
| País (organismo certificador) | Certificación | Unidades certificadas |
| ----------------------------- | ------------- | --------------------- |
| Brasil (Pro-Música Brasil)    | Oro           | 20 000                |
| Canadá (Music Canada)         | Platino       | 80 000                |
| México (AMPROFON)             | Oro           | 30 000                |
| Reino Unido (BPI)             | Oro           | 400 000               |

## Historial de lanzamiento
| País           | Fecha               | Formato                     | Discográfica | Ref    |
| -------------- | ------------------- | --------------------------- | ------------ | ------ |
| Varios         | 20 de abril de 2018 | Descarga digital, Streaming | Capitol      | [ 49 ] |
| Estados Unidos | 1 de mayo de 2018   | Contemporary hit radio      | Republic     | [ 50 ] |
| Estados Unidos | 1 de mayo de 2018   | Rhythmic contemporary radio | Republic     | [ 51 ] |
| Italia         | 4 de mayo de 2018   | Contemporary hit radio      | Universal    | [ 52 ] |